# Rudolf Steinheil

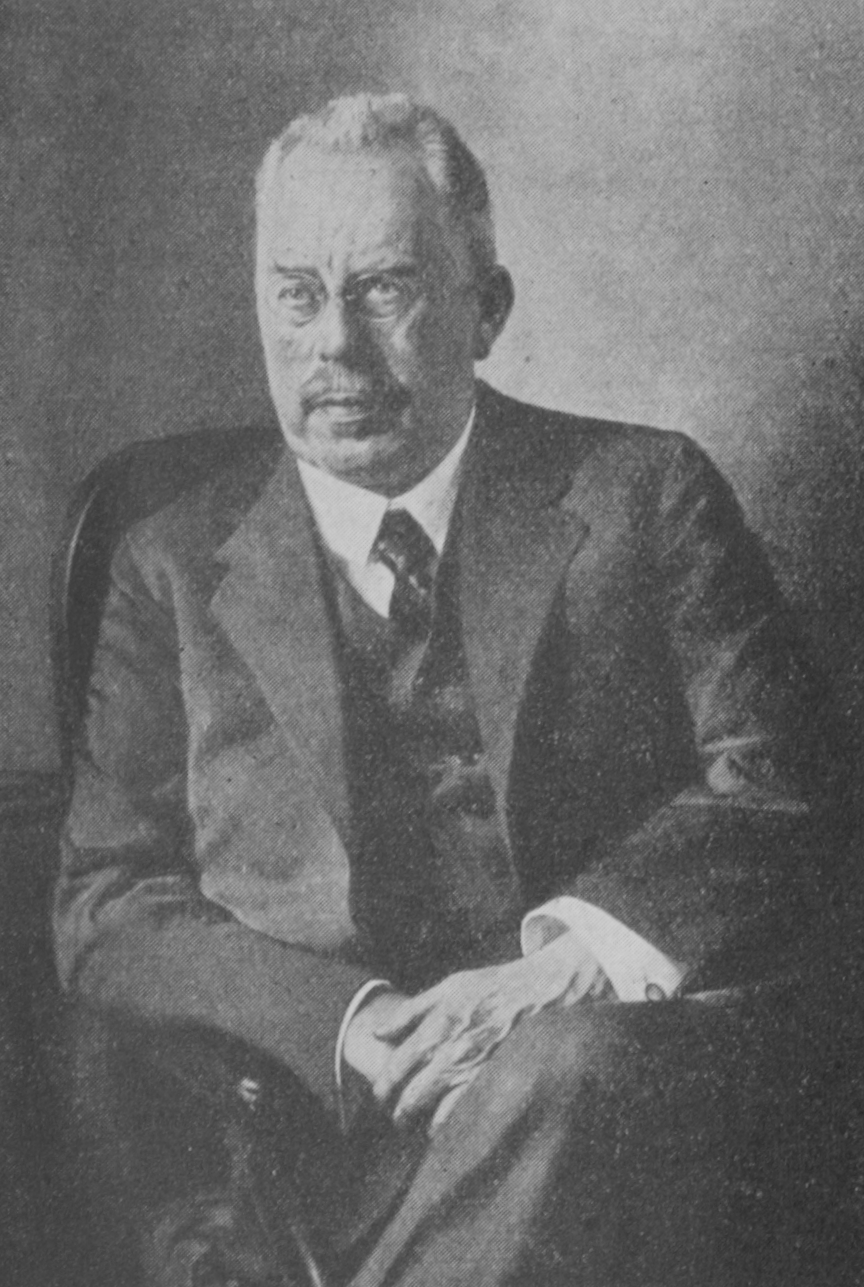
Rudolf Steinheil

Rudolf Steinheil (* 22. Februar 1865 in München; † 1. Januar 1930 ebenda) war ein deutscher Physiker, Erfinder und Unternehmer. 

## Leben und Wirken
Rudolf Franz Eduard Steinheil, Sohn des Optikers und Inhabers der optisch-astronomischen Werkstätten C. A. Steinheil & Söhne in München, Hugo Adolph Steinheil, und seiner Ehefrau Ida, geb. Erdinger, wuchs mit seinen Verwandten Friedrich Karl (Fritz) (1864–1926) und Emma (1865–1946) in München auf, besuchte hier ab dem Schuljahr 1874/75 das Maximiliansgymnasium und legte 1884 die Abiturprüfung ab. Anschließend studierte er bis 1889 an der Universität München sowie 1886 in Kiel und wurde 1889 in München zum Dr. phil. promoviert.
Um 1890 übernahm Rudolf Steinheil die Leitung des väterlichen Unternehmens. Er entwickelte lichtstarke astigmatisch korrigierte Linsensysteme und erwarb zu den bereits vorhandenen weitere Patente (1894: „Rapidantiplanet“, 1896: „Orthostigmat“; 1902: „Unofocal“).  In der Fachliteratur veröffentlichte er zahlreiche Beiträge über optisch-technische Problematiken und deren Lösungen, unter anderem ab 1892 in der Zeitschrift für Instrumentenkunde. 1912 wurde er zum Titular-Professor ernannt.
Nach Steinheils Tod wurde die Firma als Familienunternehmen weiter geführt. 1962 wurde sie von der Elgeet Optical Company in Rochester, USA, übernommen, aber bald wieder verkauft.
Das Firmenarchiv Steinheil im Deutschen Museum in München enthält ca. 75 Mappen, die sich auf Rudolf Steinheil beziehen.
Er war mit  Emmy Voit (1864–1903) verheiratet. Deren Tochter Elsbeth Steinheil (1893–1955) war die erste deutsche Diplom-Ingenieurin in Maschinenbau, sie heiratete später den technischen Direktor von C. A. Steinheil & Söhne Walter Franz.

## Veröffentlichungen
- Beobachtungen über Rotations- und Refractionsdispersion (gekrönte Preisschrift). Inaugural-Dissertation an der Universität München. k. Hof- u. Universitäts-Buchdruckerei Dr. C. Wolf & Sohn, München 1889.
- Neues abgekürztes Fernrohr. In: Zeitschrift für Instrumentenkunde. Organ für Mittheilungen auf dem gesammten Gebiete der wissenschaftlichen Technik 12, 1892
- Neue Art von Objektivfassungen. In: Zeitschrift für Instrumentenkunde. Organ für Mittheilungen auf dem gesammten Gebiete der wissenschaftlichen Technik 14, 1894
- Berechnung zweilinsiger Objektive. In: Zeitschrift für Instrumentenkunde. Organ für Mittheilungen auf dem gesammten Gebiete der wissenschaftlichen Technik 17, 1897
- Farbenkorrektur und sphärische Aberration bei Fernrohrobjektiven. In: Zeitschrift für Instrumentenkunde. Organ für Mittheilungen auf dem gesammten Gebiete der wissenschaftlichen Technik 19, 1899
- Randaufliegende Fernrohrobjektive. In: Zeitschrift für Instrumentenkunde. Organ für Mittheilungen auf dem gesammten Gebiete der wissenschaftlichen Technik 26, 1906
- Spektrographenobjektive. In: Zeitschrift für Instrumentenkunde. Organ für Mittheilungen auf dem gesammten Gebiete der wissenschaftlichen Technik 29, 1909